# Infinite Arms
Infinite Arms är det tredje albumet av indierockbandet Band of Horses, som släpptes den 18 maj 2010 på Brown Records, Fat Possum Records och Columbia. Albumet läckte ut på internet nästan en månad innan releasedatum.
Den första singeln från detta album är "Compliments" och den officiella musikvideon presenterades på bandets officiella webbplats i april 2010.

## Låtlista
1. "Factory" – 4:35
2. "Compliments" – 3:27
3. "Laredo" – 3:12
4. "Blue Beard" (Band of Horses) – 3:22
5. "On My Way Back Home" – 3:28
6. "Infinite Arms" – 4:08
7. "Dilly" (Bridwell/Ramsey) – 3:31
8. "Evening Kitchen" (Ramsey) – 3:57
9. "Older" (Monroe) – 3:28
10. "For Annabelle" (Bridwell/Ramsey) – 3:06
11. "NW Apt." – 3:01
12. "Neighbor" – 5:58

(Alla låter skrivna av Ben Bridwell om inget annat angetts)

## Medverkande
Band of Horses
- Benjamin Bridwell – sång, gitarr, trummor, percussion, memotron
- Creighton Barret – trummor, percussion
- Ryan Monroe – keyboard, sång, percussion, gitarr
- Bill Reynolds – basgitarr, gitarr, percussion
- Tyler Ramsey – gitarr, sång, percussion, keyboard, piano, theremin

Bidragande musiker på "Factory"
- Dylan Huber – trumpet
- Jay Widenhouse – trumpet
- Dave Wilkens – trombon
- Clint Fore – tuba
- Lauren Brown – stråkinstrument